# Десняк (Лютомер)
Десняк (словен. Desnjak) — поселення в общині Лютомер, Помурський регіон, Словенія. Висота над рівнем моря: 292 м.